# Campeonato Paulista de Futebol Sub-20 de 2016
O Campeonato Paulista de Futebol Sub-20 de 2016 foi a 60ª edição desta competição amadora disputada entre 6 de maio e 11 de dezembro por jogadores com até 20 anos de idade. A Federação Paulista de Futebol, organizadora da competição, divulgou os grupos desta edição em 11 de abril. Na ocasião, 46 equipes foram divididas em quatro grupos, dois deles compostos por 12 equipes e os outros dois com 11 equipes.
Na segunda fase, as 16 equipes classificadas da fase anterior enfrentaram-se em jogos eliminatórios de ida e volta, classificando para as quartas de finais as equipes com maior número de pontos nos confrontos. A terceira fase, por sua vez, foi composta pelas 8 equipes qualificadas e reorganizadas em confrontos determinados pelas campanhas agregadas das fases anteriores. As semifinais respeitou o chaveamento que permaneceu até final.
O São Paulo conquistou o torneio ao derrotar o Capivariano na final, a equipe da capital venceu ambos os jogos da decisão e garantiu o sétimo título do clube na competição. Além disso, o título marcou o fim do ciclo da geração de 1996, que havia conquistado outros títulos importantes da categoria, tais como: o bicampeonato da Copa do Brasil, além dos títulos da Copa Ouro, Copa Rio Grande do Sul e da Copa Libertadores da América.

## Participantes
Em 11 de abril, a Federação Paulista de Futebol divulgou a tabela da primeira fase da competição com 46 equipes divididas em 4 grupos, os participantes que compuseram os grupos estão listados abaixo:
| Grupo 1 - Barretos - Batatais - Fernandópolis - Ferroviária - Matonense - Mirassol - Oeste - Rio Claro - São Carlos - Sertãozinho - Velo Clube - Votuporanguense Grupo 3 - Atibaia - Bragantino - Corinthians - Flamengo-SP - Guarani - Guaratinguetá - Red Bull Brasil - São José-SP - São José dos Campos - São Paulo - Taubaté | Grupo 2 - Atlético Sorocaba - Capivariano - Independente-SP - Itapirense - Ituano - Mogi Mirim - Paulista - Primavera - Ponte Preta - Rio Branco-SP - São Bento - União Barbarense Grupo 4 - Audax - Grêmio Barueri - Grêmio Osasco - Juventus-SP - Nacional-SP - Palmeiras - Portuguesa - Santo André - Santos - São Bernardo - São Caetano |

## Regulamento
O torneio foi disputado por 46 equipes em cinco fases distintas. Na primeira fase, os clubes foram divididos em quatro grupos jogaram dentro dos 
grupos em turno e returno, classificando-se para a segunda fase os quatro melhores colocados de cada grupo. Na segunda fase ou oitavas de final, as 16 equipes classificadas enfrentaram-se em jogos eliminatórios com os confrontos determinados pelo chaveamento. Nas quartas de final, os confrontos eliminatórios foram reorganizados e determinados através das campanhas agregadas das fases anteriores, após esta fase, os confrontos foram estabelecidos por chaveamento até a final.

### Critérios de desempates
Foram adotados os seguintes critérios de desempates na primeira fase:
- Maior número de vitórias;
- Maior saldo de gols;
- Maior número de gols marcados;
- Menor número de cartões vermelhos recebidos;
- Menor número de cartões amarelos recebidos;
- Sorteio público na sede da FPF.

A partir da segunda fase, o mando de campo na segunda partida foi da equipes de melhor campanha, em caso de empates nos confrontos eliminatórios, a equipe de melhor campanha classificou-se.

## Primeira fase
A primeira fase do torneio foi disputada pelos 46 clubes em turno e returno entre os dias 6 de maio a 8 de outubro.

## Fase final
Em itálico, os times que possuem o mando de campo no primeiro jogo do confronto, e em negrito, os times classificados.
|  | Oitavas de final   | Oitavas de final   | Oitavas de final   | Oitavas de final   |   |             | Quartas de final              | Quartas de final              | Quartas de final              | Quartas de final              |  |                  | Semifinais          | Semifinais          | Semifinais          | Semifinais          |           |   | Final                           | Final                           | Final                           | Final                           |
|  | 14 a 23 de outubro | 14 a 23 de outubro | 14 a 23 de outubro | 14 a 23 de outubro |   |             | 29 de outubro a 6 de novembro | 29 de outubro a 6 de novembro | 29 de outubro a 6 de novembro | 29 de outubro a 6 de novembro |  |                  | 12 a 20 de novembro | 12 a 20 de novembro | 12 a 20 de novembro | 12 a 20 de novembro |           |   | 27 de novembro e 11 de dezembro | 27 de novembro e 11 de dezembro | 27 de novembro e 11 de dezembro | 27 de novembro e 11 de dezembro |
|  |                    |                    |                    |                    |   |             |                               |                               |                               |                               |  |                  |                     |                     |                     |                     |           |   |                                 |                                 |                                 |                                 |
|  | Mirassol           | 1                  | 5                  | 6                  |   |             |                               |                               |                               |                               |  |                  |                     |                     |                     |                     |           |   |                                 |                                 |                                 |                                 |
|  | Primavera          | 1                  | 0                  | 1                  |   |             |                               |                               |                               |                               |  |                  |                     |                     |                     |                     |           |   |                                 |                                 |                                 |                                 |
|  | Primavera          | 1                  | 0                  | 1                  |   | Mirassol    | 1                             | 1                             | 2                             |                               |  |                  |                     |                     |                     |                     |           |   |                                 |                                 |                                 |                                 |
|  |                    |                    |                    |                    |   | Mirassol    | 1                             | 1                             | 2                             |                               |  |                  |                     |                     |                     |                     |           |   |                                 |                                 |                                 |                                 |
|  |                    | São Paulo          | 5                  | 2                  | 7 |             |                               |                               |                               |                               |  |                  |                     |                     |                     |                     |           |   |                                 |                                 |                                 |                                 |
|  | São Paulo          | São Paulo          | 5                  | 2                  | 7 | 2           | 5                             | 7                             |                               |                               |  |                  |                     |                     |                     |                     |           |   |                                 |                                 |                                 |                                 |
|  | São Paulo          |                    |                    |                    |   | 2           | 5                             | 7                             |                               |                               |  |                  |                     |                     |                     |                     |           |   |                                 |                                 |                                 |                                 |
|  | Santo André        | 1                  | 1                  | 2                  |   |             |                               |                               |                               |                               |  |                  |                     |                     |                     |                     |           |   |                                 |                                 |                                 |                                 |
|  | Santo André        | 1                  | 1                  | 2                  |   |             |                               |                               |                               |                               |  | São Paulo        | 0                   | 2                   | 2                   |                     |           |   |                                 |                                 |                                 |                                 |
|  |                    |                    |                    |                    |   |             |                               |                               |                               |                               |  | São Paulo        | 0                   | 2                   | 2                   |                     |           |   |                                 |                                 |                                 |                                 |
|  |                    | Santos             | 0                  | 1                  | 1 |             |                               |                               |                               |                               |  |                  |                     |                     |                     |                     |           |   |                                 |                                 |                                 |                                 |
|  | Corinthians        | Santos             | 0                  | 1                  | 1 | 0           | 1                             | 1                             |                               |                               |  |                  |                     |                     |                     |                     |           |   |                                 |                                 |                                 |                                 |
|  | Corinthians        |                    |                    |                    |   | 0           | 1                             | 1                             |                               |                               |  |                  |                     |                     |                     |                     |           |   |                                 |                                 |                                 |                                 |
|  | Santos             | 1                  | 2                  | 3                  |   |             |                               |                               |                               |                               |  |                  |                     |                     |                     |                     |           |   |                                 |                                 |                                 |                                 |
|  | Santos             | 1                  | 2                  | 3                  |   | Santos      | 2                             | 0                             | 2                             |                               |  |                  |                     |                     |                     |                     |           |   |                                 |                                 |                                 |                                 |
|  |                    |                    |                    |                    |   | Santos      | 2                             | 0                             | 2                             |                               |  |                  |                     |                     |                     |                     |           |   |                                 |                                 |                                 |                                 |
|  |                    | Ponte Preta        | 0                  | 1                  | 1 |             |                               |                               |                               |                               |  |                  |                     |                     |                     |                     |           |   |                                 |                                 |                                 |                                 |
|  | Ponte Preta        | Ponte Preta        | 0                  | 1                  | 1 | 0           | 3                             | 3                             |                               |                               |  |                  |                     |                     |                     |                     |           |   |                                 |                                 |                                 |                                 |
|  | Ponte Preta        |                    |                    |                    |   | 0           | 3                             | 3                             |                               |                               |  |                  |                     |                     |                     |                     |           |   |                                 |                                 |                                 |                                 |
|  | Ferroviária        | 1                  | 0                  | 1                  |   |             |                               |                               |                               |                               |  |                  |                     |                     |                     |                     |           |   |                                 |                                 |                                 |                                 |
|  | Ferroviária        | 1                  | 0                  | 1                  |   |             |                               |                               |                               |                               |  |                  |                     |                     |                     |                     | São Paulo | 4 | 4                               | 8                               |                                 |                                 |
|  |                    |                    |                    |                    |   |             |                               |                               |                               |                               |  |                  |                     |                     |                     |                     |           | 4 | 4                               | 8                               |                                 |                                 |
|  |                    | Capivariano        | 0                  | 2                  | 2 |             |                               |                               |                               |                               |  |                  |                     |                     |                     |                     |           |   |                                 |                                 |                                 |                                 |
|  | Capivariano        | Capivariano        | 0                  | 2                  | 2 | 2           | 2                             | 4                             |                               |                               |  |                  |                     |                     |                     |                     |           |   |                                 |                                 |                                 |                                 |
|  | Capivariano        |                    |                    |                    |   | 2           | 2                             | 4                             |                               |                               |  |                  |                     |                     |                     |                     |           |   |                                 |                                 |                                 |                                 |
|  | Velo Clube         | 1                  | 0                  | 1                  |   |             |                               |                               |                               |                               |  |                  |                     |                     |                     |                     |           |   |                                 |                                 |                                 |                                 |
|  | Velo Clube         | 1                  | 0                  | 1                  |   | Capivariano | 1                             | 4                             | 5                             |                               |  |                  |                     |                     |                     |                     |           |   |                                 |                                 |                                 |                                 |
|  |                    |                    |                    |                    |   | Capivariano | 1                             | 4                             | 5                             |                               |  |                  |                     |                     |                     |                     |           |   |                                 |                                 |                                 |                                 |
|  |                    | Fernandópolis      | 0                  | 0                  | 0 |             |                               |                               |                               |                               |  |                  |                     |                     |                     |                     |           |   |                                 |                                 |                                 |                                 |
|  | Fernandópolis      | Fernandópolis      | 0                  | 0                  | 0 | 0           | 2                             | 2                             |                               |                               |  |                  |                     |                     |                     |                     |           |   |                                 |                                 |                                 |                                 |
|  | Fernandópolis      |                    |                    |                    |   | 0           | 2                             | 2                             |                               |                               |  |                  |                     |                     |                     |                     |           |   |                                 |                                 |                                 |                                 |
|  | Ituano             | 0                  | 1                  | 1                  |   |             |                               |                               |                               |                               |  |                  |                     |                     |                     |                     |           |   |                                 |                                 |                                 |                                 |
|  | Ituano             | 0                  | 1                  | 1                  |   |             |                               |                               |                               |                               |  | Capivariano (mc) | 1                   | 3                   | 4                   |                     |           |   |                                 |                                 |                                 |                                 |
|  |                    |                    |                    |                    |   |             |                               |                               |                               |                               |  | Capivariano (mc) | 1                   | 3                   | 4                   |                     |           |   |                                 |                                 |                                 |                                 |
|  |                    | Palmeiras          | 1                  | 3                  | 4 |             |                               |                               |                               |                               |  |                  |                     |                     |                     |                     |           |   |                                 |                                 |                                 |                                 |
|  | Flamengo-SP        | Palmeiras          | 1                  | 3                  | 4 | 3           | 0                             | 3                             |                               |                               |  |                  |                     |                     |                     |                     |           |   |                                 |                                 |                                 |                                 |
|  | Flamengo-SP        |                    |                    |                    |   | 3           | 0                             | 3                             |                               |                               |  |                  |                     |                     |                     |                     |           |   |                                 |                                 |                                 |                                 |
|  | São Caetano        | 1                  | 3                  | 4                  |   |             |                               |                               |                               |                               |  |                  |                     |                     |                     |                     |           |   |                                 |                                 |                                 |                                 |
|  | São Caetano        | 1                  | 3                  | 4                  |   | São Caetano | 1                             | 3                             | 4                             |                               |  |                  |                     |                     |                     |                     |           |   |                                 |                                 |                                 |                                 |
|  |                    |                    |                    |                    |   | São Caetano | 1                             | 3                             | 4                             |                               |  |                  |                     |                     |                     |                     |           |   |                                 |                                 |                                 |                                 |
|  |                    | Palmeiras          | 3                  | 3                  | 6 |             |                               |                               |                               |                               |  |                  |                     |                     |                     |                     |           |   |                                 |                                 |                                 |                                 |
|  | Palmeiras          | Palmeiras          | 3                  | 3                  | 6 | 1           | 2                             | 3                             |                               |                               |  |                  |                     |                     |                     |                     |           |   |                                 |                                 |                                 |                                 |
|  | Palmeiras          |                    |                    |                    |   | 1           | 2                             | 3                             |                               |                               |  |                  |                     |                     |                     |                     |           |   |                                 |                                 |                                 |                                 |
|  | Red Bull Brasil    | 1                  | 0                  | 1                  |   |             |                               |                               |                               |                               |  |                  |                     |                     |                     |                     |           |   |                                 |                                 |                                 |                                 |

### Oitavas de final
Mirassol x Primavera
| 15 de outubro | Primavera | 1 – 1     | Mirassol       | Estádio Ítalo Mário Limongi, Indaiatuba |
| 15:00         | Jonas 49' | Relatório | João Victor 8' | Árbitro: Ricardo Bittencourt da Silva   |

| 22 de outubro | Mirassol                                                              | 5 – 0     | Primavera | Estádio José Maria de Campos Maia, Mirassol |
| 16:00         | João Victor 21', 32' · Ícaro 36' · Matheus Gabriel 72' · Riccieli 79' | Relatório |           | Árbitro: Rodrigo Batista da Silva           |

São Paulo x Santo André
| 15 de outubro | Santo André | 1 – 2     | São Paulo                          | Estádio Bruno José Daniel, Santo André  |
| 15:00         | David 87'   | Relatório | Caique 24' · Gabriel Rodrigues 57' | Árbitro: Hemerson Jose Nicoli de Campos |

| 22 de outubro | São Paulo                                                                       | 5 – 1     | Santo André | CT Laudo Natel, Cotia  |
| 16:00         | Éder Militão 30' · Gabriel Rodrigues 31', 45+6' (pen) · Frizzo 42' · Caique 51' | Relatório | David 11'   | Árbitro: Felipe Barros |

Corinthians x Santos
| 15 de outubro | Santos         | 1 – 0     | Corinthians | Estádio Urbano Caldeira, Santos |
| 15:00         | Leonardo 45+3' | Relatório |             | Árbitro: Felipe Barros          |

| 23 de outubro | Corinthians  | 1 – 2     | Santos                   | Arena Barueri, Barueri            |
| 16:00         | Leonardo 46' | Relatório | Diogo 21' · Leonardo 74' | Árbitro: Daniel Bernardes Serrano |

Ponte Preta x Ferroviária
| 15 de outubro | Ferroviária | 1 – 0     | Ponte Preta | Estádio Doutor Adhemar de Barros, Araraquara |
| 09:00         | Rodolfo 39' | Relatório |             | Árbitro: Flávio Roberto Mineiro Ribeiro      |

| 22 de outubro | Ponte Preta                           | 3 – 0     | Ferroviária | Estádio Wanderley José Vicentini, Pedreira |
| 16:00         | Breno 6' · João Vittor 56' (pen), 88' | Relatório |             | Árbitro: Lucas Canetto Bellote             |

Capivariano x Velo Clube
| 15 de outubro | Velo Clube | 1 – 2     | Capivariano                 | Estádio Benito Agnello Castellano, Rio Claro |
| 10:00         | Adriel 1'  | Relatório | Gutierrez 26' · Davyson 67' | Árbitro: José de Araujo Ribeiro Junior       |

| 22 de outubro | Capivariano                        | 2 – 0     | Velo Clube | Arena Capivari, Capivari              |
| 16:00         | Davyson 65' (pen) · Neto Costa 80' | Relatório |            | Árbitro: Ricardo Bittencourt da Silva |

Fernandópolis x Ituano
| 14 de outubro | Ituano | 0 – 0     | Fernandópolis | Estádio Novelli Júnior, Itu      |
| 15:00         |        | Relatório |               | Árbitro: Renan Carvalho de Faria |

| 22 de outubro | Fernandópolis              | 2 – 1     | Ituano             | Estádio Cláudio Rodante, Fernandópolis |
| 16:00         | Gabriel 45' · Marcos 90+3' | Relatório | Bruno Caprioli 47' | Árbitro: José de Araujo Ribeiro Junior |

Flamengo x São Caetano
| 15 de outubro | Flamengo-SP                        | 3 – 1     | São Caetano |                                   |
| 15:00         | Gean 57' · Julio 73' · Estevão 81' | Relatório | Felipe 67'  | Árbitro: Rodrigo Batista da Silva |

| 22 de outubro | São Caetano                           | 3 – 0     | Flamengo-SP | Estádio Anacleto Campanella, São Caetano do Sul |
| 16:00         | Jonathan 2' · Felipe 49' · Marlon 85' | Relatório |             | Árbitro: Rogério Adalberto da Silva             |

Palmeiras x Red Bull Brasil
| 15 de outubro | Red Bull Brasil | 1 – 1     | Palmeiras          | CT Red Bull Brasil, Jarinu          |
| 15:00         | Luan 81'        | Relatório | Matheus Felipe 72' | Árbitro: Rogério Adalberto da Silva |

| 22 de outubro | Palmeiras        | 2 – 0     | Red Bull Brasil | CT Palmeiras II, São Paulo              |
| 16:00         | Artur 79', 90+1' | Relatório |                 | Árbitro: Hemerson Jose Nicoli de Campos |

### Quartas de final
Mirassol x São Paulo
| 29 de outubro | Mirassol      | 1 – 5     | São Paulo                               | Estádio José Maria de Campos Maia, Mirassol |
| 16:00         | Jardisson 32' | Relatório | Shaylon 38', 47', 71' · Caique 62', 86' | Árbitro: Rodrigo Santos                     |

| 6 de novembro | São Paulo      | 2 – 1     | Mirassol       | CT Laudo Natel, Cotia            |
| 10:00         | Heron 25', 64' | Relatório | João Victor 5' | Árbitro: Willer Fulgêncio Santos |

Santos x Ponte Preta
| 29 de outubro | Santos                    | 2 – 0     | Ponte Preta | CT Rei Pelé, Santos                     |
| 16:00         | Matheus 70' · Natan 90+1' | Relatório |             | Árbitro: Jose Guilherme Almeida e Souza |

| 5 de novembro | Ponte Preta     | 1 – 0     | Santos | Estádio Wanderley José Vicentini, Pedreira |
| 16:00         | João Vittor 48' | Relatório |        | Árbitro: José de Araujo Ribeiro Junior     |

Capivariano x Fernandópolis
| 29 de outubro | Fernandópolis | 0 – 1     | Capivariano   | Estádio Cláudio Rodante, Fernandópolis  |
| 16:00         |               | Relatório | Gutierrez 23' | Árbitro: Flávio Roberto Mineiro Ribeiro |

| 5 de novembro | Capivariano                                       | 4 – 0     | Fernandópolis | Arena Capivari, Capivari          |
| 16:00         | Fujita 45' · Neto 52' · Gabriel 58' · Davyson 66' | Relatório |               | Árbitro: Rodrigo Batista da Silva |

São Caetano x Palmeiras
| 29 de outubro | Palmeiras                                 | 3 – 1     | São Caetano | CT Palmeiras II, São Paulo             |
| 16:00         | Matheus Felipe 31' · Alan 50' · Artur 56' | Relatório | Marlon 39'  | Árbitro: José de Araujo Ribeiro Junior |

| 4 de novembro | São Caetano                         | 3 – 3     | Palmeiras                    | Estádio Anacleto Campanella, São Caetano do Sul |
| 16:00         | Artur 32', 70' · Matheus Felipe 65' | Relatório | Marlon 38', 40' · Wesley 52' | Árbitro: Thiago Lourenço de Mattos              |

### Semifinais
São Paulo x Santos
| 12 de novembro | Santos | 0 – 0     | São Paulo | Estádio Urbano Caldeira, Santos         |
| 16:00          |        | Relatório |           | Árbitro: Flávio Roberto Mineiro Ribeiro |

| 20 de novembro | São Paulo     | 2 – 1     | Santos    | Estádio do Morumbi, São Paulo     |
| 18:00          | Auro 17', 64' | Relatório | Bruno 50' | Árbitro: Rodrigo Batista da Silva |

Capivariano x Palmeiras
| 12 de novembro | Palmeiras     | 1 – 1     | Capivariano     | CT Palmeiras II, São Paulo |
| 16:00          | Gutierrez 40' | Relatório | Gutierrez 90+1' | Árbitro: Rodrigo Santos    |

| 19 de novembro | Capivariano                                      | 3 – 3     | Palmeiras                                                 | Arena Capivari, Capivari                |
| 16:00          | Neto 30' · Neto Costa 66' (pen) · Leonardo 90+5' | Relatório | Gabriel Estigarribia 49' · Leo Passos 75' · Iacovelli 84' | Árbitro: José Guilherme Almeida e Souza |

### Final
| 27 de novembro | São Paulo                                                   | 4 – 0     | Capivariano | CT Laudo Natel, Cotia          |
| 10:00          | Caique 34' · Pedro Bortoluzo 55', 90+2' (pen) · Shaylon 61' | Relatório |             | Árbitro: Lucas Canetto Bellote |

| 11 de dezembro | Capivariano                  | 2 – 4     | São Paulo                                                      | Arena Capivari, Capivari          |
| 10:00          | Davyson 39' · Neto Costa 47' | Relatório | Éder Militão 24' · Auro 54' (pen) · Gabriel Rodrigues 75', 83' | Árbitro: Daniel Bernardes Serrano |

## Premiação
Com o resultado na decisão do torneio, o São Paulo conquistou seu sexto título da competição. O Campeonato Paulista Sub-20 encerrou o fim da geração de 1996, que também havia conquistado outros títulos importantes da categoria, tal como o bicampeonato da Copa do Brasil em 2015 e 2016, a conquista da Copa Ouro e da Copa Rio Grande do Sul em 2015 e a Copa Libertadores da América em 2016. A geração também conquistou Copa do Brasil Sub-17 em 2013.
Além dos títulos, jogadores desta geração foram revelados e integraram o elenco profissional da equipe. Lucas Fernandes, David Neres e Luiz Araújo foram campeões da Libertadores Sub-20, Por sua vez, Éder Militão, Shaylon e Júnior Tavares disputaram a final do Paulista e também integraram o elenco profissional.
| Campeonato Paulista de Futebol Sub-20 de 2016 |
| --------------------------------------------- |
| São Paulo Campeão (7.º título)                |